# Metachroma gundlachi
Metachroma gundlachi is een keversoort uit de familie bladkevers (Chrysomelidae). De wetenschappelijke naam van de soort werd in 1998 gepubliceerd door Fernandez Garcia.